# Silja Klepp

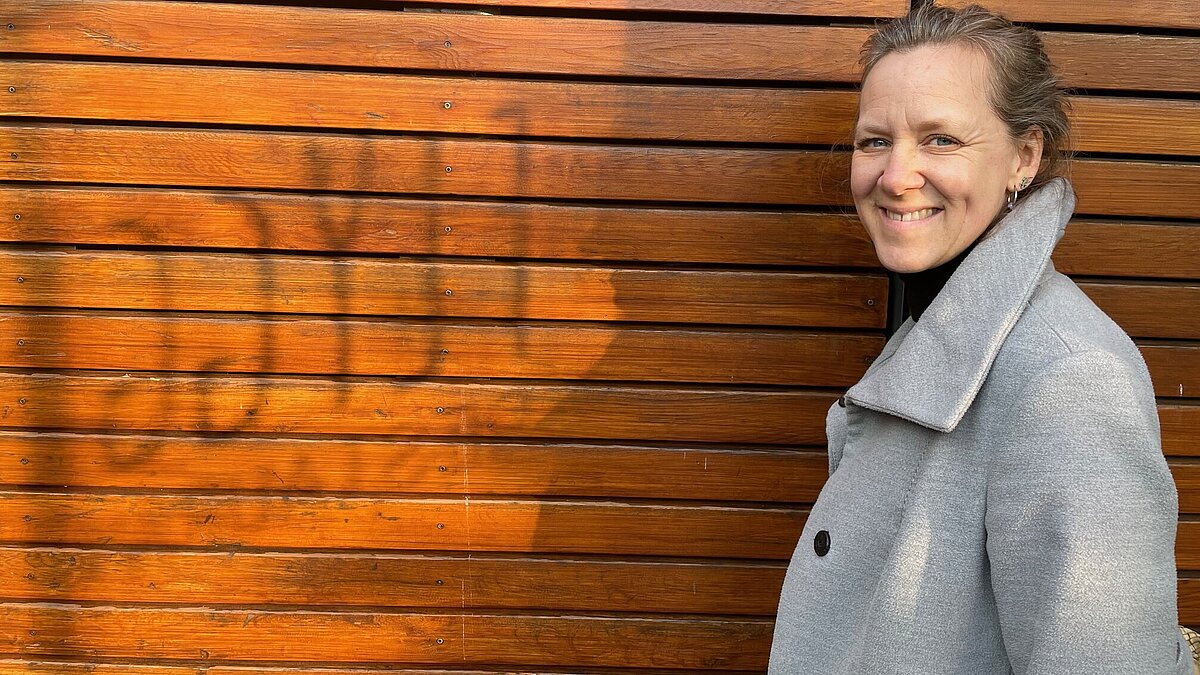
Silja Klepp

Silja Klepp (* 1976) ist eine deutsche Sozialanthropologin und Professorin für Humangeographie an der Christian-Albrechts-Universität zu Kiel (CAU).

## Leben
Von 1996 bis 2003 studierte Klepp Europäische Ethnologie, Italienisch und Politikwissenschaft an der Humboldt-Universität zu Berlin. Von 2006 bis 2010 promovierte sie am Max-Planck-Institut für ethnologische Forschung, Halle und war gleichzeitig Teil des DFG-Graduiertenkollegs Bruchzonen der Globalisierung an der Universität Leipzig. Die Dissertation trägt den Titel Europa zwischen Grenzkontrolle und Flüchtlingsschutz. Eine Ethnographie der Seegrenze auf dem Mittelmeer.
Anschließend übernahm sie eine Postdoc-Stelle im DFG-Küstenforschungsprojekt INTERCOAST und arbeitete am Forschungszentrum Nachhaltigkeit artec der Universität Bremen. Ab 2012 arbeitet sie in ihrem eigenen Projekt Klimawandel und Mobilität – neue Rechte und Ressourcen für UmweltmigrantInnen im Pazifikraum am artec.
Die Research Academy Leipzig zeichnete ihre Dissertation über Flüchtlinge und EU-Grenzpolitiken im Mittelmeer 2010 mit dem Promotionspreis aus. 2012 wurde Klepp der Christiane Rajewsky-Preis der Arbeitsgemeinschaft Friedens- und Konfliktforschung (AFK) für ihre Dissertation zuerkannt. Zudem war sie nominiert für den Deutschen Studienpreis der Körber-Stiftung.
Von 2012 bis 2017 war sie Mitglied der Jungen Akademie. Seit 2017 gehört sie dem Rat für Migration und der Präsidialversammlung des Evangelischen Kirchentages an. Die Christian-Albrechts-Universität zu Kiel berief sie 2017 auf die Professur für Humangeographie am Institut für Geographie. Dort arbeitet Klepp auch zum Thema „Soziale Dynamiken in Küsten- und Meeresgebieten“ innerhalb des Forschungsclusters Ozean der Zukunft (future oceans). Seit 2021 ist sie Co-Inhaberin des UNESCO-Lehrstuhls für integrierte Meereswissenschaften.
2024 wurde Klepp zum Mitglied der Akademie der Wissenschaften in Hamburg und der Europäischen Akademie der Wissenschaften und Künste gewählt. 

## Arbeit
Klepp forschte in Ländern Ozeaniens, im Mittelmeerraum und in Sambia zum Thema Migration. Sie interessiert sich für die sozialen und kulturellen Effekte des Klimawandels und betrachtet die Forschungsgegenstände vor dem Hintergrund ihrer Kolonialgeschichte („postkoloniale Perspektiven“). Sie bringt Elemente der kritischen Theorie und Themen sozialer und kultureller Diversität in die Debatte um eine mögliche Anpassung an die globale Erwärmung ein.

## Publikationen (Auswahl)
- Silja Klepp und Libertad Chavez-Rodriguez (Hrsg.): A Critical Approach to Climate Change Adaptation: Discourses, Policies, and Practices. Routledge Series: Routledge Advances in Climate Change Research. Routledge, London/ New York 2018, ISBN 978-1-138-05629-9, S. 302.
- Silja Klepp: Europa zwischen Grenzkontrolle und Flüchtlingsrecht. Eine Ethnographie der Seegrenze auf dem Mittelmeer. Transcript, Bielefeld 2011, ISBN 978-3-8376-1722-1, S. 428.
- Denaturalizing Climate Change: Migration, Mobilities and Space. In: Friederike Gesing, Johannes Herbeck, Silja Klepp (Hrsg.): artec-paper. Nr. 200, 2014.
- Silja Klepp: Ankunft und Aufnahme von Flüchtlingen in Italien: Eine ethnographische Reise an die Grenzen Europas. 2007, ISBN 978-3-639-42810-0, S. 116.